# Китенська річка
Китенська ріка (або Орляцька річка, до 1 квітня 1980 Караагач, Брястовиця) — річка в південно - східній Болгарії, Бургаській області - громад Малко Тирново, Царево і Приморсько, що вливається в  затоку Караагач  Чорного моря. Її довжина становить 30,5 км (36 км за іншими даними).
Караагач бере начало під назвою Стара Визиця від системи Странджа на кряжі Босна 331 м над рівнем моря, приблизно в 400 м північного - сходу від гори Демір (424 м). Майже вся її довжина (за винятком самого нижнього потоку) тече в глибокій і лісистій долині. Спочатку вона протікає на схід, в його середньому перебізі  називається  Орляшка — на північний схід. В нижній течії, після гирла лівої притоки річки Узунчаирська - знову на схід, вже під назвою річка Китен. Впадає в південно-східну частину затоки Караагач, на Чорному морі, близько 800 м на південь від Китена. На її гирлі утворюється глибокий лиман, який місцями досягає 11-14 м глибини.
Площа водозбору річки Кітен становить 182 км 2, а межі її водозбірної території такі:
- на північ і захід - до водозбору річки Дьявол;
- на південний захід і на південь, уздовж кряжа Босна - до водозбіру річки Велека;
- на схід - до водозборів невеликих і коротких річок, що прямують безпосередньо в Чорне море.

Основні притоки: → ліва притока, ← права притока
- → Річка Теклеш
- → Річка Ілієва
- ← Річка Тріон
- → річка Узунчаир (найбільша притока)

Річка має яскраво виражений зимовий максимум - січень та лютий, а мінімум  - серпень, часто висихаючи в середньому потоці.
Вздовж річки поселень немає.
Річка Китен надзвичайно багата рибою та рідкісними видами рослин і тварин.  Вона проходить через карстову зону, що є причиною втрати води в її руслі.

## Топографічна карта
- Аркуш карти K-35-68 Мичурин. Масштаб: 1 : 100 000. Стан місцевості на 1980 р. Видання 1986 р. (рос.)